# رونزا
رونزي أو رونزا طنب (28 أكتوبر 1958 -) هي مغنية وممثلة لبنانية.

## حياتها ونشأتها
"عايدة طنب" من مواليد 1958، وهي شقيقة الفنانة "فاديا طنب" ، والفنانة "آمال طنب" ، لها العديد من الأعمال الفنية علي خشبة المسرح وفي التلفزيون وأيضاً في السينما ، بالإضافة إلي كونها مطربة من طراز خاص ، كل ذلك مع كونها أستاذة أكاديمية بمعهد "الكونسرفتوار" اللبناني.

## مسيرتها

### رونزا الممثلة
رونزا - ذلك الاسم الذي أطلقه عليها الشاعر الأستاذ " سعيد عقل" ، وهي من اكتشاف الأخوان رحباني حيث مثلت في مسرحياتهم ، وغنت من الحانهم، لها العديد من الأعمال الفنية نذكر منها: "من يوم ليوم" الجزء الثاني - مسلسل- 1983م، " آخر الصيف" -فيلم- 1980م ، "الانقلاب" مسرحية ، "الربيع السابع" مسرحية، "الممر إلي آسيا" ، "ساعة وغنية"- برنامج، "المؤامرة مستمرة" ، "الشخص" ، " رحلة بابا نويل" وقد حققت رونزا نجومية كبيرة من خلال أعمالها المسرحية والتلفزيونية والسينمائية.

### رونزا المطربة
بدأت انطلاقتها الفنية مع الموسيقار الراحل "الياس الرحباني" لها مسيرة طويلة في المسرح الغنائي مع الموسيقي الكلاسكية الأوبرالية ، والموسيقي الدينية والفولكورية، اسست مع اخواتها(فاديا وآمال) اول فرقة موسيقية نسائية في الشرق الأوسط (فريق Trio- Orient) والذي قدمن من خلاله العديد من الحفلات الموسيقية في العديد من البلدان العربية والغربية مثل: الاردن ومصر وعمان وكندا وفرنسا وبلجيكا.

## أعمالها
وقد بدأت بالأغاني الدينية ثم الأغاني العادية ، تخصصت رونزا في الغناء الكلاسيكي الغربي والاوبرا وغنت في أعرق المسارح العالمية ، تتميز بأن صوتها من نوعية "Soprano" والذي يبرز في الطبقات العليا ، بينما شقيقتها آمال يبرز صوتها في الطبقات الوسطي وهو من نوعية "Mezzo Soprano" ، في حين صوت فاديا "Alto" والذي يبرز مع الطبقات المنخفضة ، وهذا التنوع في طبقات الصوت ربما يوضح سبب نجاحهن في الغناء المشترك.
من بين أغانيها " وجهك حبيبي" كلمات والحان منصور رحباني، واغنية "سالمة يا سلامة" من ألحان سيد درويش وهناك أيضاً " ضوي يا ماريا" ، " روح والله معك" ، " منا سوا" ، " مشوار رايحين مشوار" ...وغيرها العديد والعديد.

## جوائز
تم تكريمها بالحصول علي جائزة "الموريكس دور" في دورته الـ (21) عن مسيرتها الفنية.

## وصلات خارجية
- رونزا على موقع قاعدة بيانات الأفلام العربية